# Presupposto d'imposta
In diritto tributario, per presupposto d'imposta si intende il fatto o la circostanza fattuale alla cui realizzazione la legge condiziona la nascita del rapporto tributario. Esso può essere integrato tanto da un accadimento naturale semplice quanto da un fatto giuridico complesso.
Alla vasta gamma di tributi previsti dalle legislazioni degli Stati moderni corrisponde una grande varietà di fatti elevati a presupposti d'imposta. Ciononostante, alla luce della funzione stessa dell'imposta e dei limiti di rilievo costituzionale previsti in molti ordinamenti si registra una tendenziale uniformità nell'individuazione dei presupposti a fondamento dei tributi. I principali sono il reddito, il patrimonio e gli scambi.

## Italia
Il presupposto d’imposta è variamente denominato dalla dottrina e dal legislatore italiano. Il termine presupposto compare nel Testo unico delle imposte sui redditi, mentre nelle direttive dell’Unione Europea si ricorre all’espressione fatto generatore, per l’IVA si fa riferimento ad operazioni imponibili e nelle imposte di registro e sulle successioni si usa la locuzione oggetto dell’imposta.

### I principi costituzionali
Nell'individuare il presupposto d'imposta il legislatore è vincolato dai fondamentali principi costituzionali in materia sotto il profilo sia formale che sostanziale.
Innanzitutto, sulla base dell’art. 23 della Costituzione la dottrina e la giurisprudenza della Corte Costituzionale hanno individuato l’esistenza di una riserva di legge relativa tale per cui l’introduzione di un nuovo tributo non può avvenire se non in base a una fonte legislativa che ne individui i presupposti oggettivi e soggettivi, cioè il presupposto, il soggetto passivo, i metodi di determinazione della base imponibile e dell’imposta. Tutti gli elementi diversi da quelli coperti dalla riserva di cui all’art. 23 della Costituzione, invece, possono essere determinati attraverso l’utilizzo della normativa secondaria, ovvero mediante regolamenti.
Nell’individuare i fatti da elevare a presupposto d’imposta il legislatore deve assicurarsi anche il rispetto dell’art. 53 della Costituzione, che sancisce il principio di capacità contributiva. Pertanto, il presupposto prescelto deve essere un atto o una circostanza tale da dimostrare l’idoneità astratta del soggetto passivo a sopportare il carico del tributo. Dunque, in virtù del principio di capacità contributiva, presupposto e limite del potere impositivo, il tributo può colpire solamente fatti espressivi di forza economica, pena l'illegittimità costituzionale della norma impositiva. In tale prospettiva si parla di autosufficienza del presupposto: esso deve cioè contenere in sé i mezzi necessari per sostenere il pagamento del tributo stesso, in quanto espressione della capacità del contribuente di soddisfare il pagamento del tributo con il proprio patrimonio, se necessario tramite la cessione sul mercato del presupposto stesso. In realtà, una parte della giurisprudenza costituzionale si discosta da tale orientamento, individuando nel principio di capacità contributiva solo un limite relativo e dunque limitando la portata dell'autosufficienza del presupposto.

### Elementi del presupposto
Nel disciplinare il presupposto il legislatore deve specificare alcuni elementi. Innanzitutto, deve essere precisata la sua collocazione nel tempo. Esistono infatti presupposti che consistono in un unico avvenimento o rapporto ed altri che si ripetono o che hanno una loro durata. Nel primo caso la legge deve chiarire il momento esatto di determinazione del presupposto, mentre nel secondo caso si deve stabilire l'arco di tempo da prendere in considerazione ai fini dell'imposta. La legge d'imposta deve inoltre esplicitare i criteri di collegamento tra il presupposto d'imposta e il territorio dello Stato, che possono essere di natura personale o reale.

### Classificazione delle imposte in base al presupposto
Il presupposto assume rilevanza al fine della classificazione delle imposte: in particolare, su di esso si basa la distinzione tra imposte dirette o indirette e tra imposte istantanee o periodiche.
- Le imposte dirette assumono come presupposto indici diretti della capacità contributiva (il reddito o il patrimonio), mentre le imposte indirette danno rilievo a manifestazioni di capacità contributiva in via indiretta o indiziaria (gli scambi).

- Le imposte si distinguono tra istantanee e periodiche a seconda che il presupposto del tributo sia un fatto istantaneo o una fattispecie che si prolunga nel tempo.

### L'ampliamento del presupposto tipico
Nella disciplina di un tributo, il legislatore può ampliare l’ordinaria area di applicabilità della fattispecie prevedendo ipotesi di equiparazione. Il legislatore equipara fatti tipici e fatti assimilati o perché li giudica equivalenti in termini di indizio di forza economica oppure per impedire possibili operazioni evasive o elusive. Nel primo caso si parla di fattispecie equiparate, mentre nel secondo caso di fattispecie surrogatorie.

### Il restringimento del presupposto tipico
Può accadere che una fattispecie che astrattamente integri il presupposto venga espressamente sottratta agli effetti del suo verificarsi in seguito a una specifica previsione. Se la norma sottrae all'applicazione di un tributo un fatto o una persona che altrimenti rientrerebbero nell'area del presupposto tipico si tratta di un'esenzione, che consiste in un regime agevolativo speciale, derogatorio rispetto a quello generale. Se invece la norma, priva di carattere speciale o di una ratio agevolativa, ha la funzione di meglio delimitare i confini del presupposto tipico, allora si parla di esclusione.

### La sovrapposizione e l'alternatività tra presupposti
La sovrapposizione di presupposti si verifica quando il presupposto di un'imposta viene assunto, variato o invariato, come presupposto anche di un'altra imposta. Tale fenomeno può assumere due diverse forme.
- Si ha sovraimposizione quando due imposte condividono presupposto ed imponibile.

- Si ha addizionale quando sulla base di uno stesso presupposto non si applicano due diverse imposte, ma si incrementa in termini percentuali l'aliquota già prevista per l'imposta principale.[2]

Si parla invece di presupposti alternativi quando un fatto che è di regola presupposto di un’imposta non lo è o lo è in misura ridotta in quanto già presupposto di un’altra imposta. In tal modo si esclude la simultanea applicazione di più imposte.

### La doppia imposizione interna
L'art. 163 del TUIR impedisce espressamente di applicare più volte la stessa imposta in dipendenza dello stesso presupposto, anche se nei confronti di soggetti diversi. Non avendo rilevanza costituzionale, tale norma non può vincolare il legislatore ed è dunque rivolta ai soggetti chiamati ad applicare il TUIR stesso e, in particolare, all'Amministrazione finanziaria. La portata della disposizione va allora intesa sia a fini ermeneutici (così tra più interpretazioni possibili delle disposizioni del TUIR va sempre preferita quella che porta ad escludere il fenomeno della doppia imposizione), sia come espressione del divieto di ne bis in idem rivolto all'attività amministrativa di accertamento.